# Сисилија (Луизијана)
Сисилија (енгл. Cecilia) насељено је место без административног статуса у америчкој савезној држави Луизијана.

## Демографија
По попису из 2010. године број становника је 1.980, што је 475 (31,6%) становника више него 2000. године.
| Група             | 2000.       | 2010.         |
| Белци             | 853 (56,7%) | 1.149 (58,0%) |
| Афроамериканци    | 625 (41,5%) | 751 (37,9%)   |
| Азијати           | 5 (0,3%)    | 8 (0,4%)      |
| Хиспаноамериканци | 25 (1,7%)   | 24 (1,2%)     |
| Укупно            | 1.505       | 1.980         |